# Marienkirche (Lubań)

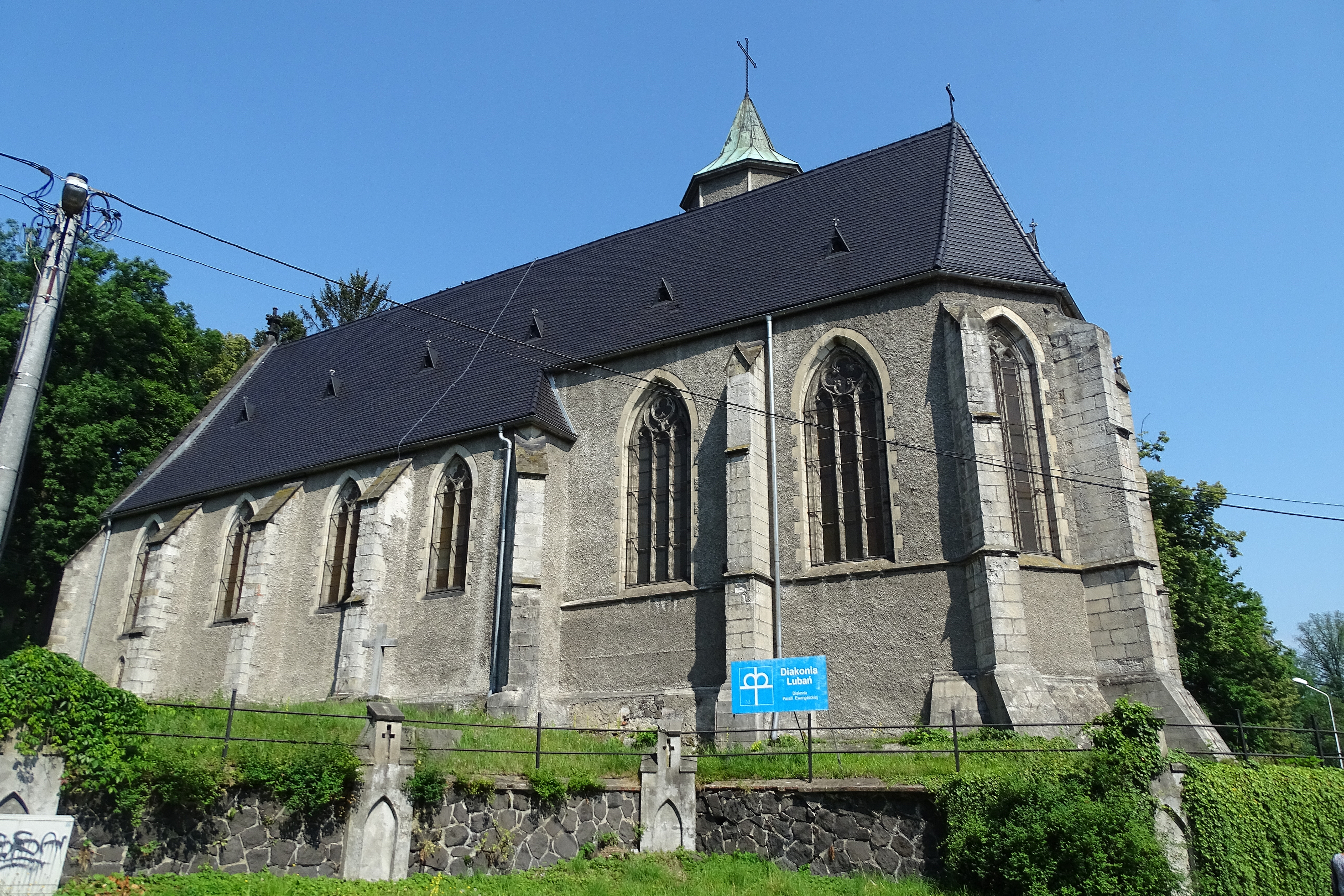
Marienkirche Lauban

Die Marienkirche (polnisch: Kościół Marii Panny) ist die evangelisch-lutherische Kirche von Lubań (deutsch: Lauban), einer Stadt in der  polnischen Woiwodschaft Niederschlesien. Die Gemeinde gehört der Diözese Breslau der Evangelisch-Augsburgischen Kirche in Polen an.

## Geschichte
Die 1384 erstmals erwähnte Marienkirche diente ursprünglich als Friedhofskirche des Ortes. Nach ihrer Zerstörung 1431 in den Hussitenkriegen wurde sie 1452 als gotische Saalkirche mit vierjochigem Schiff und polygonal schließendem Chorbau mit im nördlichen Winkel eingestelltem Turm neuerrichtet, um während der Reformation als evangelisches Gotteshaus zu dienen. Umbauten erfolgten 1626, 1668, 1732, 1840 und schließlich 1887–1888 durch Abel Augustin, unter dessen Leitung die Kirche ihre Kreuzrippenwölbung sowie die neugotische Innenausstattung erhielt. Den Hauptaltar mit der Kreuzigungsdarstellung und die Kanzel lieferte die Mayer’sche Hofkunstanstalt aus München. Die Orgel stammt von der Firma Eichler Orgelbau in Görlitz.
Nachdem die evangelische Kreuzkirche von Lauban nach Kriegsbeschädigung 1956/57 gesprengt wurde, wurde die Marienkirche zur einzigen evangelischen Kirche des Ortes. 2013 erfolgte eine Restaurierung der Kirche.